# Тагиев: Царь (фильм)
Тагиев: Царь — вторая часть 4-серийного фильма «Тагиев», посвященного истории жизни великого мецената, промышленника, просветителя Гаджи Зейналабдина Тагиева. В апреле 2025 г. состоялась церемония презентации художественного фильма.  Первая часть фильма «Тагиев: Нефть» вышла на экраны в 2024 году.

## Содержание
Осенью 1888 года Баку готовился к визиту царя Александра III. Гаджи Зейналабдин Тагиев, уже ставший известным миллионером и меценатом, избранный членом Бакинской городской думы, боролся за влияние и положение в обществе, вступая в серьёзные споры с городской администрацией.  В это же время старший сын Гаджи Исмаил знакомится с генеральской дочкой Нурджахан Араблинской и планирует жениться на ней.
Фильм, снятый Бакинским Медиа-центром, отражает различные периоды жизни Гаджи Зейналабдина Тагиева, родившегося в семье сапожника, а впоследствии ставшего миллионером и совершившего великие дела для своего народа.
В фильме зритель знакомится с трудными решениями, принятыми Тагиевым, его верой в успех, историческими шагами, которые он предпринял для повышения уровня образования общества, неоценимую роль в развитии общества, в котором он сумел построить первую на Востоке школу для девочек, а также в развитии нефтяной промышленности страны и создании необходимой инфраструктуры города Баку.
Фильм затрагивает важные исторические события, произошедшие в Баку и в его регионах в конце XIX — начале XX веков.
Цель фильма — более глубоко исследовать деятельность Гаджи Зейналабдина Тагиева и продемонстрировать его роль в истории Азербайджана.

## О фильме
Благодаря своему масштабу съемки фильма вошли в историю азербайджанского кинематографа. В массовых сценах картины, которые снимались в 76 различных локациях, приняли участие около 2500 творческих людей. Для реалистичного воспроизведения исторических сцен было изготовлено более 300 декораций. Чтобы в полной мере отразить исторический период, в котором жил Тагиев, была создана специальная мастерская, где было изготовлено большое количество образцов одежды, аксессуаров, ювелирных украшений и специального реквизита.
«Тагиев: Царь» является второй частью библиографического фильма о Тагиеве. Первая часть четырёхсерийного фильма «Тагиев: Нефть», была представлена в 2024 г, к 100-летию со дня смерти великого мецената, и вышла в прокат по всей стране, привлёкши широкую зрительскую аудиторию. Тогда же фильм добился и первого международного успеха. Первая часть художественного фильма участвовала во всемирно известном фестивале «Dehancer Colourist Awards 2024» и победила в категории качественного цветокорректированного полнометражного фильма.
Производством фильма занимался Baku Media Center, при поддержке Фонда Гейдара Алиева, Министерства культуры и Агентства кино Азербайджана.

## Съемочная группа
Главный продюсер фильма — Арзу Алиева, продюсер — Орман Алиев, режиссер — Заур Гасымлы, авторы сценария — Исмаил Иман, Асиф Исгандерли и Заур Гасымлы, оператор — Владимир Артемьев, художник — Сабухи Атабабаев, художник по костюмам — Вусал Рагим, композитор —- Этибар Асадлы.
В фильме исторические образы воплотил большой профессиональный актерский состав: народные артисты Парвиз Мамедрзаев (Гаджи Зейналабдин Тагиев), Гурбан Исмаилов, заслуженные артисты Расим Джафар, Эльшан Рустамов и др.